# Континентална блокада
Континентална блокада (известна и като система на твърдата земя, континентална система, на френски: Blocus continental) е мярка от външната политика на Наполеон I, предприета по отношение на Великобритания и Ирландия по време на Наполеоновите войни. Икономическата блокада започва на 21 ноември 1806 и трае до 1814 г.

## Предистория
След Индустриалната революция Великобритания се превръща в център на производството в Европа с най-добре развита икономика. Освен това тя е важна военна сила, поддържаща и финансираща съпротивата срещу Франция. Императорът няма достатъчно ресурси да победи Кралския военноморски флот и да нахлуе във Великобритания. Един подобен негов опит завършва неуспешно след поражението в битката при Трафалгар през 1805 г. и затова Наполеон прибягва към икономическа война. Той смята, че Англия би била уязвима към блокиране на търговията с европейските страни, които към онзи момент са в значителна степен под негов контрол, и това би довело до инфлация и икономически затруднения.
Континенталната блокада представлява до известна степен едно голямо ембарго. През ноември 1806 г., след като вече е завзел или се е съюзил с голяма част от по-големите монархии в Европа, Наполеон подписва Берлинския декрет, с който забранява на своите съюзници и поданици да търгуват с британци. През 1807 г. той усилва своя натиск и в опит напълно да унищожи търговията на Великобритания подписва Миланския декрет.

## Последици
В крайна сметка ембаргото се проваля. Ефектът му върху търговията на Обединеното кралство е неясен, но се смята за значително по-малък от ефекта върху континенталната част на Европа, въпреки че във Великобритания доставките на храни намаляват, а цените на основните храни се покачват. Всички останали страни от Континентална Европа имат нужда от британското производство, а Наполеон поставя вътрешни мита, носещи вреда на всички нации, освен на Франция. Ембаргото насърчава британските търговци да търсят агресивно нови пазари и да контрабандират стоки за Континентална Европа. Специално създадените от Наполеон митнически части за борба с тези контрабандисти не успяват да ги спрат, защото те работят с мълчаливото одобрение на избраните от Бонапарт владетели на Испания, Кралство Вестфалия и други германски държави, които получават изключително малко доставки на продоволствие от френските колонии. Континенталната система води до спад в английския износ за континента между 25 и 55% в сравнение с нивата преди 1806 г. За сметка на това силно се разраства търговията с останалите части на света.
В отговор Великобритания забранява на своите търговски партньори да търгуват с Франция и заплашва с потопяване всеки кораб, който се подчинява на Франция или откаже да пристане в английско пристанище. Тази двойна заплаха създава много затруднения на неутралните страни като САЩ и зачестяват инцидентите между английски и американски кораби. Поради тази и редица други причини Конгресът на САЩ на свой ред приема Закон за ембаргото през 1807 г. То допринася за изостряне на отношенията между САЩ и Великобритания, а впоследствие води и до Британско-американската война от 1812 г.
След Тилзитския договор от юли 1807 г. към блокадата се присъединяват Прусия и Русия.
Ембаргото има също отрицателни последици и в самата Франция. Корабостроенето и търговията на свързаните с него материали като въжета спада, както и много други индустрии, разчитащи на отвъдморски пазари. Поради малкият износ и последвалата загуба на печалби, много промишлени отрасли фалират и са спрени.
Португалия открито отказва да се присъедини към континенталната блокада. Наполеон се опитва да плени португалската флота и династията Браганза, да завземе португалските пристанища и да прогони британците от португалска земя, но не успява. Крал Жуан VI от Португалия отплава със своята флота към Бразилия с ескорт от Кралския военноморски флот. Португалското население се вдига на бунт срещу френските нашественици, а британска армия под командването на херцог Артър Уелсли се намесва, започвайки Полуостровната война през 1808 г. Наполеон принуждава испанското кралско семейство също да абдикира от трона, който дава на своя брат Жозеф Бонапарт.
Швеция, съюзник на Великобритания в Третата коалиция, отказва да се придържа към френските искания. През февруари 1808 г. Русия прекосява шведската граница и я завладява.
Всъщност континенталната блокада нанася по-големи щети на нациите под властта на Наполеон, отколкото на Обединеното кралство. След всички понесени щети Русия се отказва от ембаргото и през 1812 г. отваря пазарите си с Великобритания.